# Enrique Bellott
Enrique Bellott (* 2. November 2002) ist ein bolivianischer Leichtathlet, der sich auf den Mehrkampf spezialisiert hat.

## Sportliche Laufbahn
Erste internationale Erfahrungen sammelte Enrique Bellott im Jahr 2022, als er bei den Hallensüdamerikameisterschaften in Cochabamba in 8,65 s den achten Platz im 60-Meter-Hürdenlauf belegte. 2024 gelangte er bei den Hallensüdamerikameisterschaften ebendort mit 4034 Punkten auf den fünften Platz im Siebenkampf und im Jahr darauf musste er bei den Hallensüdamerikameisterschaften seinen Wettkampf vorzeitig beenden.
2023 wurde bellott bolivianischer Meister im Zehnkampf sowie 2025 Hallenmeister im Siebenkampf sowie über 60 m Hürden.

## Persönliche Bestleistungen
- 110 m Hürden: 15,64 s (+2,0 m/s), 4. Juni 2022 in Cochabamba
  - 60 m Hürden (Halle): 8,65 s, 20. Februar 2022 in Cochabamba
- Zehnkampf: 5308 Punkte, 25. Juni 2023 in Cochabamba
  - Siebenkampf (Halle): 4059 Punkte, 9. Februar 2025 in Cochabamba